# NGC 3347
NGC 3347 est une vaste galaxie spirale barrée située dans la constellation de la Machine pneumatique. Elle a été découverte par l'astronome britannique John Herschel en 1834.

## Caractéristiques
Sa vitesse par rapport au fond diffus cosmologique est de 3 331 ± 24 km/s, ce qui correspond à une distance de Hubble de 49,1 ± 3,5 Mpc (∼160 millions d'al).
À ce jour, une quinzaine de mesures non basées sur le décalage vers le rouge (redshift) donnent une distance de 30,187 ± 6,277 Mpc (∼98,5 millions d'al), ce qui est à l'extérieur des valeurs de la distance de Hubble. Notons que c'est avec la valeur moyenne des mesures indépendantes, lorsqu'elles existent, que la base de données NASA/IPAC calcule le diamètre d'une galaxie et qu'en conséquence le diamètre de NGC 3347 pourrait être d'environ 76,2 kpc (∼249 000 al) si on utilisait la distance de Hubble pour le calculer.
La classe de luminosité de NGC 3347 est II et elle présente une large raie HI.

## Paire de galaxies
La galaxie NGC 3347 forme une paire de galaxie avec la galaxie NGC 3358.

## Groupe de NGC 3347
NGC 3347 est la galaxie la plus grosse et la plus brillante d'un groupe de galaxies qui porte son nom. Le groupe de NGC 3347 comprend 5 autres galaxies : NGC 3354, NGC 3358, NGC 3347A (PGC 31761), ESO 317-54 et ESO 318-4.